# Tantilla oaxacae
Espèce
Statut de conservation UICN

 DD  : Données insuffisantes
Tantilla oaxacae  est une espèce de serpents de la famille des Colubridae.

## Répartition
Cette espèce est endémique de l'État d'Oaxaca au Mexique.

## Publication originale
- Wilson & Meyer, 1971 : A revision of the taeniata group of the colubrid snake genus Tantilla. Herpetologica, vol. 27, n. 1, p. 11-40.